# Комсомольский (Юрлинский район)
Комсомольский — посёлок в Юрлинском районе Пермского края на реке Коса, в 44 км от села Юрла. Входит в состав Усть-Березовского сельского поселения. Неофициальное название поселка употребляемое в народе — Сучковская.

## История
Комсомольский возник как леспромхозный поселок в конце 1940-х — начале 1950-х годах, население Комсомольского составили уроженцы соседних деревень и многочисленные приезжие: поляки, украинцы, белорусы, молдаване.

## Экономика
Основные экономические отрасли: лесное хозяйство, розничная торговля, охота, рыбалка, сбор дикоросов.
Охотничье хозяйство «Трошкиха» относится к северной природно-хозяйственной зоне и расположено на севере Юрлинского муниципального района Пермского края. Общая площадь хозяйства составляет 20,307 тыс. га.
Охотничье хозяйство «Балиха» относится к северной природно-хозяйственной зоне и расположено в северо-западной части Юрлинского муниципального района Пермского края. Общая площадь хозяйства составляет 113,374 тыс. га.

## Образование
Комсомольская основная общеобразовательная школа.

## Транспорт и связь
Транспортная сеть поселения сформирована автомобильными дорогами, главным образом, имеющими гравийное покрытие. Через п. Комсомольский проходит дорога Юрла-Юм-Усть-Березовка
В посёлке Комсомольский присутствуют услуги стационарной телефонной связи.